# Виллемс, Ян Франс
Ян Франс (Франсуа) Виллемс (нидерл. Jan Frans Willems; 11 марта 1793, Бухаут, провинция Антверпен, Бельгии — 24 июня 1846, Гент, Бельгия) — фламандский поэт, филолог, историк, редактор, переводчик, политический и общественный деятель. Член Королевского института в Амстердаме. Член Бельгийской академии (с 1835).

## Биография

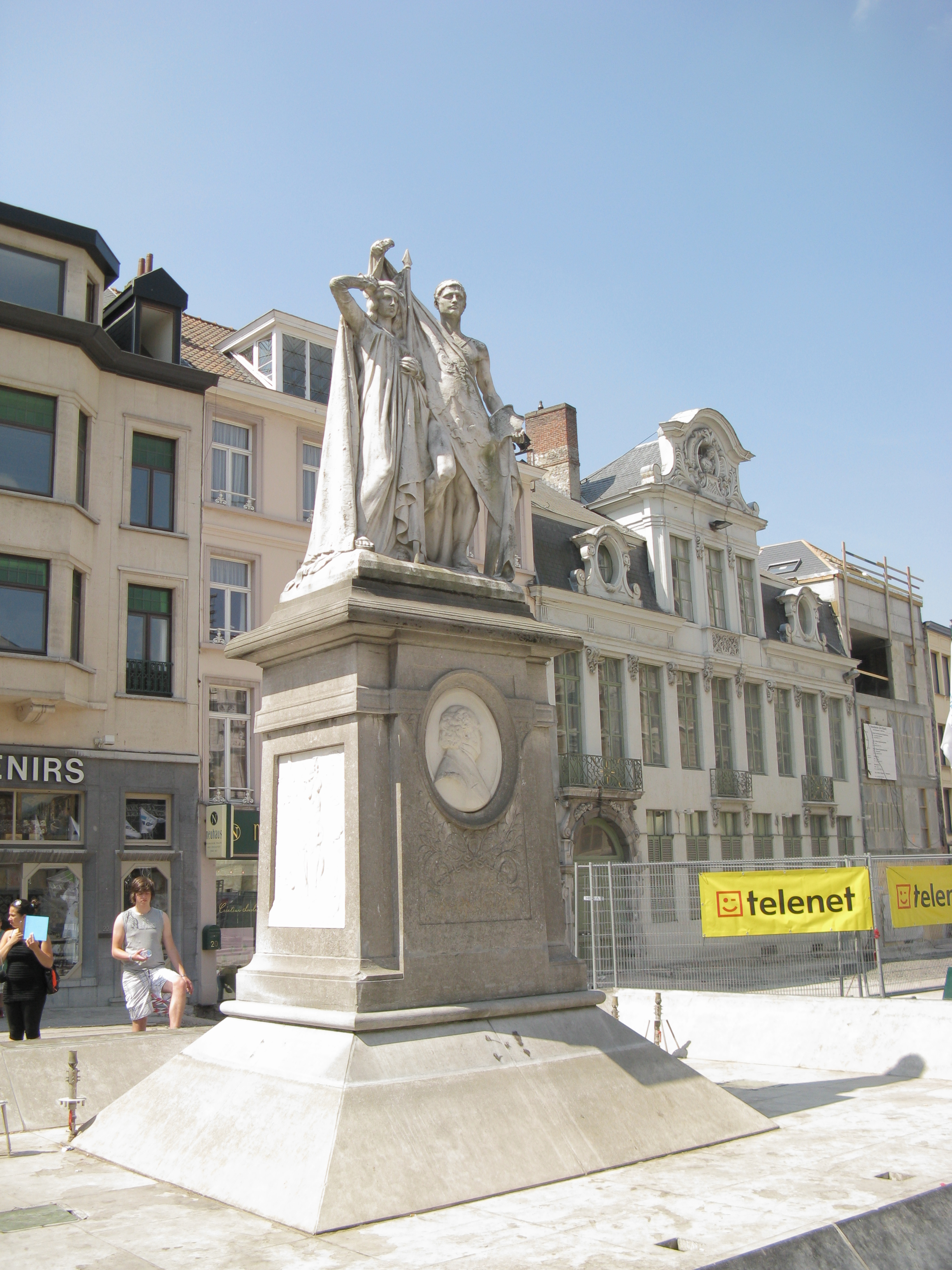
Памятник Яну Виллемсу в Генте

Начал свою карьеру в помощником нотариуса в Антверпене. Свой досуг посвящал литературе. Писал на фламандском языке.
В 1810 году получил приз за оду на тему о битве при Фридланде и в честь празднования Тильзитского мира. После распада империи Наполеона по решению Венского конгресса 1815 года с энтузиазмом приветствовал возникновение Объединённого королевства Нидерландов и возрождения фламандской литературы; опубликовал ряд сочинений в поддержку родного языка в Нидерландах.
Вместе с Хендриком Консьянсом, Яном ван Беерсом и другими
был в числе организаторов и идеологом движения за сохранение фламандской национальной культуры и истории, автономию бельгийского региона Фландрии, в защиту голландского языка. Автор патриотического стихотворения «К бельгийцам» (1818).
Основатель и редактор журнала «Белгис мюзеум» («Belgisch museum», т. 1—10, 1837—1846).
Как политик, был сторонником бельгийской революции 1830 года, что привело его к конфликту с Временным правительством Бельгии.
Ян Виллемс был бесспорным лидером фламандского народного движения, главной целью которого было полное равенство языков в правительственных и судебных учреждениях страны.
В 1830 Левенский университет присвоил ему звание доктора honoris causa.
Умер в Генте в 1846 году.

## Творчество
В его стихах заметно влияние народной поэзии. В романтической поэме «Мария Брабандская» (1828) возвеличивал героическое прошлое бельгийского народа. В 1836 подготовил к изданию народную сатирическую книгу «Рейнеке-Лис».
В своем стихотворении «К бельгийцам» (1818) приветствовал пробуждение бельгийской национальности под голландским скипетром. За своё сочинение «Over de nederduitsche taal en letterkunde» (1819—1820) был принят в члены Королевского института в Амстердаме.
Перевёл на новейший язык «Reinaert Vos» (Reineke Fuchs), первоначальный текст которого он также обнародовал (Гент, 1836; 2 изд. 1850). В 1835 г. издал хроники Ван-Геелу и Клерка: «Gesten der Hertogen von Brabant».
Особого внимания заслуживают напечатанные им в трехмесячном издании «Belgisch Museum» (10 т., 1837—1846) национально-исторические и лингвистические исследования. Оставил посмертное сочинение «Oude vlaemische liederen» (Гент, 1848).
Имя Яна Виллемса тесно связано с собранием народных книг по всем отраслям наук и литературы, выходившим под заглавием «Willemsfonds» (к 1866 г. было напечатано 10 томов).